# Карбановщина
Карбановщина — (біл. вёска Карбаноўшчіна), село (веска) в складі Логойського району розташоване в Мінській області Білорусі, підпорядковане Жовтневій сільській раді.
Село Карбановщина розташоване в центральних районах Білорусі, у північній частині Мінської області - орієнтовне розташування [Архівовано 23 червня 2007 у Wayback Machine.].